# Modlany
Modlany település Csehországban, Teplicei járásban. Modlany Rtyně nad Bílinou, Krupka, Srbice, Bystřany, Teplice, Chabařovice és Řehlovice településekkel határos. Lakosainak száma 1144 fő (2024. január 1.).

## Népesség
A település lakosságának változását az alábbi diagram mutatja:
| Lakosok száma | 1274 | 2501 | 2259 | 1150 | 816  | 720  | 1046 | 1057 | 1077 | 1144 |
|               | 1869 | 1890 | 1921 | 1950 | 1980 | 2001 | 2017 | 2019 | 2022 | 2024 |